# Leśniowice (Pustomyty)
Leśniowice (ukr. Лісневичі) – część miasta Pustomyty na Ukrainie, w obwodzie lwowskim, w rejonie lwowskim. Leży w zachodniej części miasta, wzdłuż ulicy Leśniowickiej. Dawniej samodzielna wieś.

## Historia
Do 1934 samodzielna wieś gmina jednostkowa. Pod zaborem austriackim gmina do 1867 należała do Bezirk Szczerzec w cyrkule lwowskim, a 28 lutego 1867 weszła w skład nowo utworzonego powiatu lwowskiego.
W II Rzeczypospolitej miejscowość należała do powiatu lwowskiego w woj. lwowskim; w 1921 roku gmina jednostkowa Leśniowice liczyła 1087 mieszkańców. 1 sierpnia 1934 weszła w skład nowo utworzonej zbiorowej gminy Nawaria, gdzie 17 września 1934 utworzyła gromadę Leśniowice. 
W latach 1943–1944 nacjonaliści ukraińscy z OUN-UPA zamordowali tutaj 12 Polaków.
Po wojnie wraz włączone do Związku Radzieckiego (Ukraińskiej SRR). W 1999 roku Leśniowice wraz z Glinną włączono do Pustomytów.